# سيلفان راجيفاريسون
سيلفان راجيفاريسون (بالفرنسية: Sylvain Rajefiarison)‏ (مواليد 5 ديسمبر 1958) هو ملاكم مدغشقري، مثّل بلاده في الألعاب الأولمبية الصيفية 1980.

## روابط خارجية
سيلفان راجيفاريسون على موقع أوليمبيديا (الإنجليزية)